# 曹光锐
曹光锐（1916年3月24日—1991年9月21日），直隶束鹿（今河北辛集）人，中国造纸工业人物，西北轻工业学院、北京轻工业学院教授。

## 生平
1916年3月生。1934年9月至1937年7月，在清华大学理学院化学系学习。1936年冬加入中国共产党。七七事变后清华南迁，失去组织关系。1938年夏，在燕京大学重新入党。1940年夏至1941年冬，在晋察冀边区阜平县边区党校学习。1942年起，先后在天津市私营启华工厂、天津造纸总厂、吉林开山屯造纸厂工作。曾任副厂长兼总工程师。1959年9月调至北京轻工业学院工作，任化工一系副主任。1970年随校西迁至陕西咸阳，任西北轻工业学院教授、化工一系副主任。改革开放后，曾任中国轻工协会常务理事，中国造纸学会常务理事、副秘书长，轻工业部造纸专业顾间，陕西省第六届人民代表大会代表。编写的书籍有《造纸工作者手册：酸回收》《造纸工业辞典》，翻译的书籍有《制浆造纸工业腐蚀论文集》《造纸毛毯》《造纸指南》等。代表性论文《超声波技术在造纸工业中的应用》《膜分离技术在制浆工业上的应用》《国内外化机浆的发展》等。1991年9月21日在北京逝世，终年75岁。

## 出版物
- （美）沃德赛德. . 由曹光锐翻译. 轻工业出版社. 1975年.
- 曹光锐; 劳嘉葆. . 轻工业出版社. 1983年6月.
- 曹光锐 (编). . 轻工业出版社. 1988年6月. ISBN 7501902852.
- 刘秉钺; 曹光锐. . 中国轻工业出版社. 1999年5月. ISBN 9787501924059.